# Scaptodrosophila momortica
Scaptodrosophila momortica är en tvåvingeart som först beskrevs av Graber 1957.  Scaptodrosophila momortica ingår i släktet Scaptodrosophila och familjen daggflugor. Inga underarter finns listade i Catalogue of Life.